# Wassyl Iwantschuk
Wassyl Mychajlowytsch Iwantschuk (ukrainisch Василь Михайлович Іванчук, wiss. Transliteration Vasyl' Mychajlovyč Ivančuk, FIDE-Bezeichnung Vasyl Ivanchuk; * 18. März 1969 in Kopytschynzi, Ukrainische SSR) ist ein ukrainischer Schachgroßmeister. 2004 wurde er Europameister und 2001/2002 Vizeweltmeister des Weltschachverbands FIDE. Zudem ist er vierfacher Mannschaftsolympiasieger. 
2007 wurde Iwantschuk Weltmeister im Blitzschach, 2016 gewann er die Schnellschach-Weltmeisterschaft. 

## Leben und Erfolge
Iwantschuk, dessen Vater Jurist und Mutter Physiklehrerin ist, erlernte das Schachspielen mit sechs Jahren von seiner Tante. 1985 gewann er die sowjetische Juniorenmeisterschaft und wurde Dritter in der ukrainischen Meisterschaft. Damit qualifizierte er sich zur Teilnahme an der Jugend-Weltmeisterschaft in Sharjah. 1988 wurde er in Adelaide Zweiter bei der Juniorenweltmeisterschaft, die Joël Lautier als 15-Jähriger gewann.
Er gewann zahllose internationale Turniere. Anfang der 1990er Jahre war er zusammen mit Garri Kasparow und Anatoli Karpow (beide Russland) einer der besten und erfolgreichsten Spieler der Welt. Seine beste Platzierung in der Weltrangliste war der zweite Platz, den er im Juli 1991 und im Juli 1992 belegte. Mit der Mannschaft der Sowjetunion wurde er 1988 und 1990 Sieger der Schacholympiade sowie 1989 Mannschafts-Weltmeister. Nach dem Zerfall der Sowjetunion wurde er mit dem Team der Ukraine Mannschaftsweltmeister 2001 in der armenischen Hauptstadt Jerewan sowie Sieger bei den Schacholympiaden 2004 in Calvià (Spanien) und Schacholympiade 2010 in Chanty-Mansijsk (Russland). Bei der Schacholympiade 1996 hatte es bereits Silber gegeben. Jeweils den dritten Platz belegte er mit seiner Mannschaft bei den Schacholympiaden 1998, 2000 und 2012; hinzu kommen zwei zweite und zwei dritte Plätze bei Mannschaftsweltmeisterschaften sowie ein zweiter Platz bei der Mannschaftseuropameisterschaft 1992.
Im Einzelnen gewann Iwantschuk dreimal (1989, 1991 und 1995) das Superturnier in Linares (Spanien), das man als das Wimbledon des Schachs bezeichnen kann, und teilte sich 2009 den Sieg mit Grischtschuk. Weitere bedeutende Turniersiege erzielte er in Biel/Bienne (1989), Tilburg (1990), Reykjavík (1991), Dortmund (1992), München (1994), Nowgorod (1994), Horgen (1995), Wijk aan Zee (1996), Belgrad (1997), Elista (1998), Lemberg und Montecatini Terme (2000). 2002 verlor er bei der FIDE-Weltmeisterschaft 2001/2002 das Finale gegen Ruslan Ponomarjow mit 2,5:4,5. Zuvor hatte er im Halbfinale Titelverteidiger Viswanathan Anand ausgeschaltet. Im Jahr 2004 gewann er in Antalya die Europameisterschaft. Bemerkenswert ist auch sein Sieg im Capablanca-Memorial in Havanna im Mai 2005, das er mit 9,5 Punkten aus zwölf Partien gewann. Sein Vorsprung vor dem Zweitplatzierten, Lázaro Bruzón aus Kuba, betrug 2,5 Punkte.
Im Januar 2006 gewann Iwantschuk punktgleich mit den Ex-Weltmeistern Anatoli Karpow und Rustam Kasimjanov das Keres-Gedenkturnier im Schnellschach in Tallinn und belegte beim Turnier in Wijk aan Zee den mit Michael Adams geteilten dritten Platz hinter dem damaligen Weltmeister Wesselin Topalow und Vize-Weltmeister Viswanathan Anand. Im Dezember 2006 gewann Iwantschuk das Carlos-Torre-Memorial in Mérida im Finale gegen Lázaro Bruzón. Im Juni 2007 war er beim Aerosvit-Turnier der Kategorie 18 (Elo-Schnitt 2693) in Foros (Süd-Krim) erfolgreich. Im Monat darauf gewann er deutlich das Großmeister-Turnier von Montreal mit sieben Punkten aus neun Partien, einen Zähler vor Sergey Tiviakov und 1,5 Punkte vor Pentala Harikrishna. Im November wurde Iwantschuk in Moskau mit 25,5 Punkten aus 38 Partien Blitzschach-Weltmeister, vor Viswanathan Anand und Titelverteidiger Alexander Grischtschuk.
Beim M-Tel Masters 2008 in Sofia, einem doppelrundigen Turnier der Kategorie 20 (Elo-Schnitt 2737), gewann Iwantschuk alle Partien der Hinrunde gegen seine fünf Kontrahenten und siegte am Ende mit acht Punkten aus zehn Partien vor Wesselin Topalow (6,5/10). Im August gewann er das Tal Memorial in Moskau (6/9) sowie das anschließende Blitzturnier (23,5/34). Bei der Schacholympiade 2008 in Dresden verließ er nach einer verlorenen Partie rasch den Spielsaal und entzog sich dadurch einem Dopingtest. Am 21. Januar 2009 entschied die FIDE nach einer Anhörung, dass ein Verfahrensfehler vorgelegen und Iwantschuk die Aufforderung nicht verstanden habe. Daher wurde keine Sperre gegen ihn verhängt.
Im März 2009 teilte er sich ungeschlagen den ersten Platz des Grand-Slam-Turniers in Linares mit Alexander Grischuk, der wegen der höheren Anzahl an Siegen zum Sieger erklärt wurde, nachdem im direkten Vergleich zwei Remis zu Buche standen. Im August 2009 gewann Iwantschuk mit 8,5 Punkten aus 13 Partien das 5. FIDE-Grand-Prix-Turnier in Dschermuk. Im Oktober 2010 wurde er mit der Ukraine Sieger bei der Schacholympiade 2010 in Chanty-Mansijsk. Außerdem wurde er mit acht Punkten aus zehn Partien und einer Elo-Performance von 2890 als bester Spieler am ersten Brett ausgezeichnet.

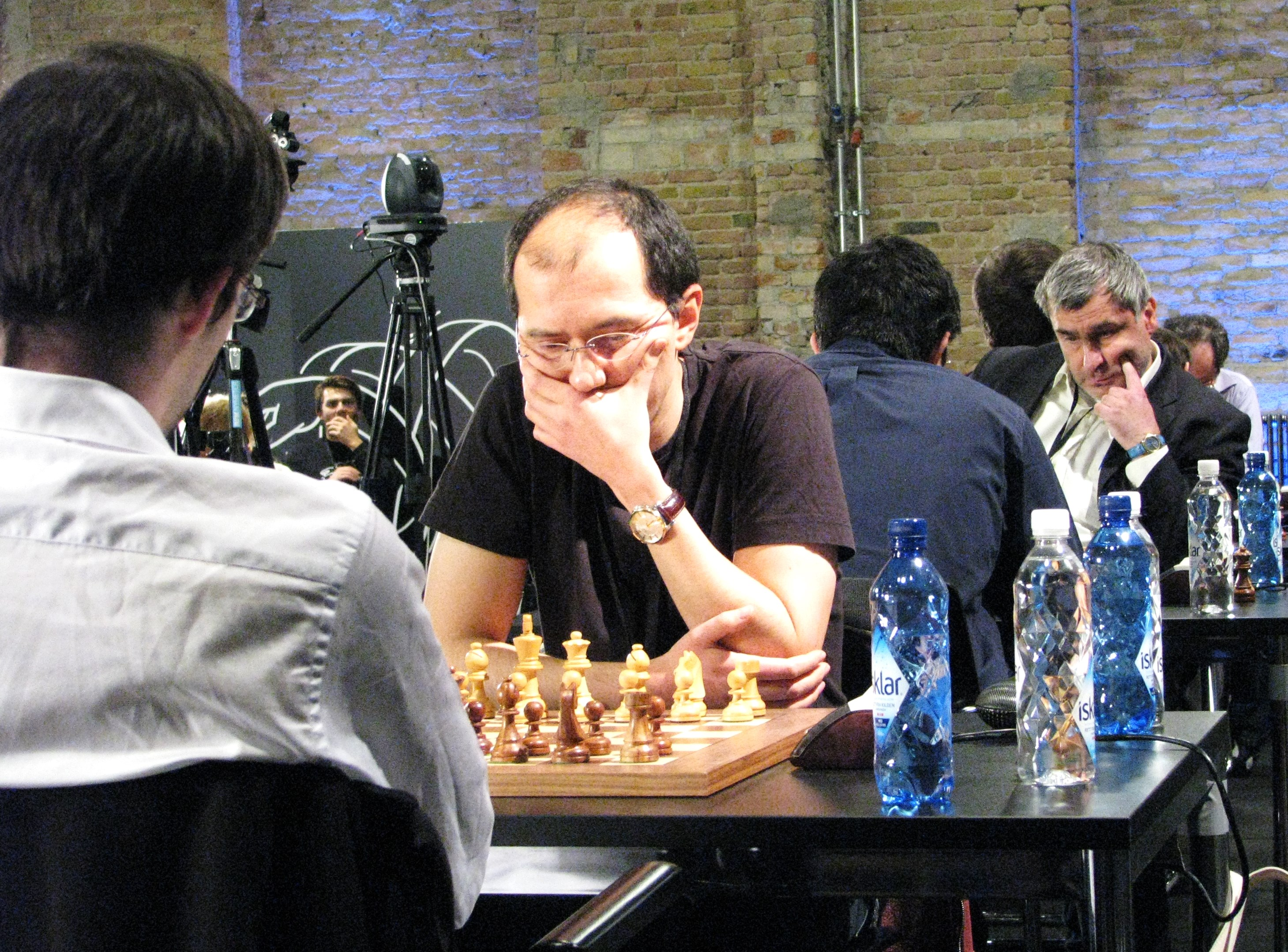
Iwantschuk (am 2. Tisch rechts) in der 21. und letzten WM-Blitzrunde 2015 gegen Kramnik (vorn Kasimdzhanov vs. Vachier-Lagrave)

Bei den Schnell- und Blitzschachweltmeisterschaften 2015 in Berlin war Iwantschuk in beiden Wettbewerben nahe an einer Medaille. Bei der Schnellschach-WM brachte ihn die Niederlage in der vorletzten Partie gegen Radjabov um diese Chance, aber noch auf den 8. Platz der Gesamtwertung. In der Blitzschach-WM war er als Gesamtvierter in der Schlussphase mitgestaltend bei den Platzierungen in der Spitze: In der 19. Runde bezwang er mit Weiß den späteren Silbermedaillen-Gewinner Vachier-Lagrave, in der 20. mit den schwarzen Steinen Titelverteidiger Carlsen und remisierte in der 21. gegen den somit Bronzemedaillen-Gewinner Kramnik.
in Doha (Katar) gewann Iwantschuk 2016 die Schnellschach-Weltmeisterschaft mit 11 Punkten aus 15 Runden, vor Alexander Grischtschuk und Magnus Carlsen.

### Mannschaftsschach
Iwantschuk spielte Vereinsschach in verschiedenen Ligen:
- Russland
- Deutschland (2005 bis 2012 SC Remagen, 2016/17 SG Trier, 2017/18 DJK Aufwärts St. Josef Aachen 1920)
- Polen (Polonia Warschau, Supercup-Gewinner 2001 und 2002[8])
- Großbritannien
- China
- Schweden (SK Rockaden Stockholm, Meistertitel 2003/04)
- Frankreich (Clichy-Echecs-92, Meistertitel 2011/12)
- Niederlande (Share Dimension Groningen, Meistertitel 2006/07)
- Spanien (2005 bis 2007 CA Intel-Tiendas UPI Mancha Real, 2008 Meister mit CCA CajaCanarias Santa Cruz, 2014 Meister mit Mérida Patrimonio de la Humanidad, 2019 mit CAC Beniajan Duochess)
- Tschechien (2018/19 für Gascho Pardubice)
- Belgien (2005 Meister mit KSK 47 Eynatten)
- Ungarn (seit 2018 für DVTK Sport Korlátolt Felelősségű Társaság)

### Charakteristik
Es sind nicht nur seine sportlichen Resultate, sondern auch seine schöpferischen Leistungen und originellen Ideen auf dem Schachbrett, die seinen Ruf als „Schachgenie“ begründen. Manche Experten bescheinigen ihm ein tieferes Schachverständnis als das Kasparows. Allerdings ist seine Karriere von Höhen und Tiefen geprägt. In entscheidenden Situationen wirkte sich oft seine Nervosität negativ aus, zum Beispiel im Kandidatenwettkampf 1991 gegen Artur Jussupow.

## Partiebeispiel
|   | a | b | c | d | e | f | g | h |   |
| 8 |   |   |   |   |   |   |   |   | 8 |
| 7 |   |   |   |   |   |   |   |   | 7 |
| 6 |   |   |   |   |   |   |   |   | 6 |
| 5 |   |   |   |   |   |   |   |   | 5 |
| 4 |   |   |   |   |   |   |   |   | 4 |
| 3 |   |   |   |   |   |   |   |   | 3 |
| 2 |   |   |   |   |   |   |   |   | 2 |
| 1 |   |   |   |   |   |   |   |   | 1 |
|   | a | b | c | d | e | f | g | h |   |

Eine seiner berühmtesten Partien spielte Iwantschuk in der dritten Runde des Hoogovens-Turniers in Wijk aan Zee 1996 gegen Alexei Schirow.
Iwantschuk–Schirow 1:0
Wijk aan Zee, 16. Januar 1996
Halbslawische Verteidigung, D44
1. d2–d4 d7–d5 2. c2–c4 c7–c6 3. Sb1–c3 Sg8–f6 4. Sg1–f3 e7–e6 5. Lc1–g5 d5xc4 6. e2–e4 b7–b5 7. e4–e5 h7–h6 8. Lg5–h4 g7–g5 9. Sf3xg5 h6xg5 10. Lh4xg5 Sb8–d7 11. e5xf6 Lc8–b7 12. g2–g3 c6–c5 13. d4–d5 Dd8–b6 14. Lf1–g2 0–0–0 15. 0–0 b5–b4 16. Sc3–a4 Diese Stellung der Botwinnik-Variante hatten die beiden Gegner bereits beim Turnier von Nowgorod 1994 auf dem Brett, damals spielte Schirow 16. … Da6 16. … Db6–b5 17. a2–a3 e6xd5 18. a3xb4 c5xb4 19. Lg5–e3 Sd7–c5 20. Dd1–g4+ Td8–d7 Diagramm Der Zug 20. … Kb8 wurde von Chandler gegen Agsamow in Belgrad 1982 gespielt und gilt wegen der Antwort 21. Dd4 als nicht gut. Nach dem von Schirow  gespielten Zug führt 21. Sxc5 Lxc5 22. Lxc5 Dxc5 zu einer Stellung mit beiderseitigen Chancen. 21. Dg4–g7 Ein Damenopfer auf lange Sicht. Es wurde von der Schachzeitschrift New In Chess als spektakulärster Zug bezeichnet, den sie innerhalb von 25 Jahren veröffentlicht habe. 21. … Lf8xg7 22. f6xg7 Th8–g8 23. Sa4xc5 d5–d4 Besser ist stattdessen 23. … Tc7 24. Lg2xb7+ Td7xb7 25. Sc5xb7 Db5–b6 Auch nach 25. … Kxb7 26. Lxd4 a5 27. Tfe1 steht Weiß besser 26. Le3xd4 Db6xd4 27. Tf1–d1 Dd4xb2 28. Sb7–d6+ Kc8–b8 29. Td1–b1 Dd4xg7 30. Tb1xb4+ Kb8–c7 31. Ta1–a6 Tg8–b8 32. Ta6xa7+ Weiß steht auf Gewinn. Mit 32. Tb7+ Txb7 33. Se8+ Kb8 34. Sxg7 c3 hätte er noch verlieren können. 32. … Kc7xd6 33. Tb4xb8 Dg7–g4 34. Tb8–d8+ Kc6 35. Ta7–a1 1:0 Schwarz gab auf.

## Privates
Wassyl Iwantschuk war ab 1991 verheiratet mit der in Kasan lebenden russischen Schach-Großmeisterin Alissa Galljamowa, von der er mittlerweile wieder geschieden ist, und ist Vater eines 1991 geborenen Sohnes. Er lebt in der ukrainischen Stadt Lwiw (Lemberg).
Neben Ukrainisch und Russisch spricht er Englisch, Spanisch und Türkisch.